# Savigny-sur-Orge
Savigny-sur-Orge és un municipi francès, situat al departament de l'Essonne i a la regió de l'Illa de França. L'any 1999 tenia 36.612 habitants.
Forma part del cantó de Savigny-sur-Orge i del districte de Palaiseau. I des del 2016, de la divisió Grand-Orly Seine Bièvre de la Metròpoli del Gran París.